# Christian Ulrik von Boetticher

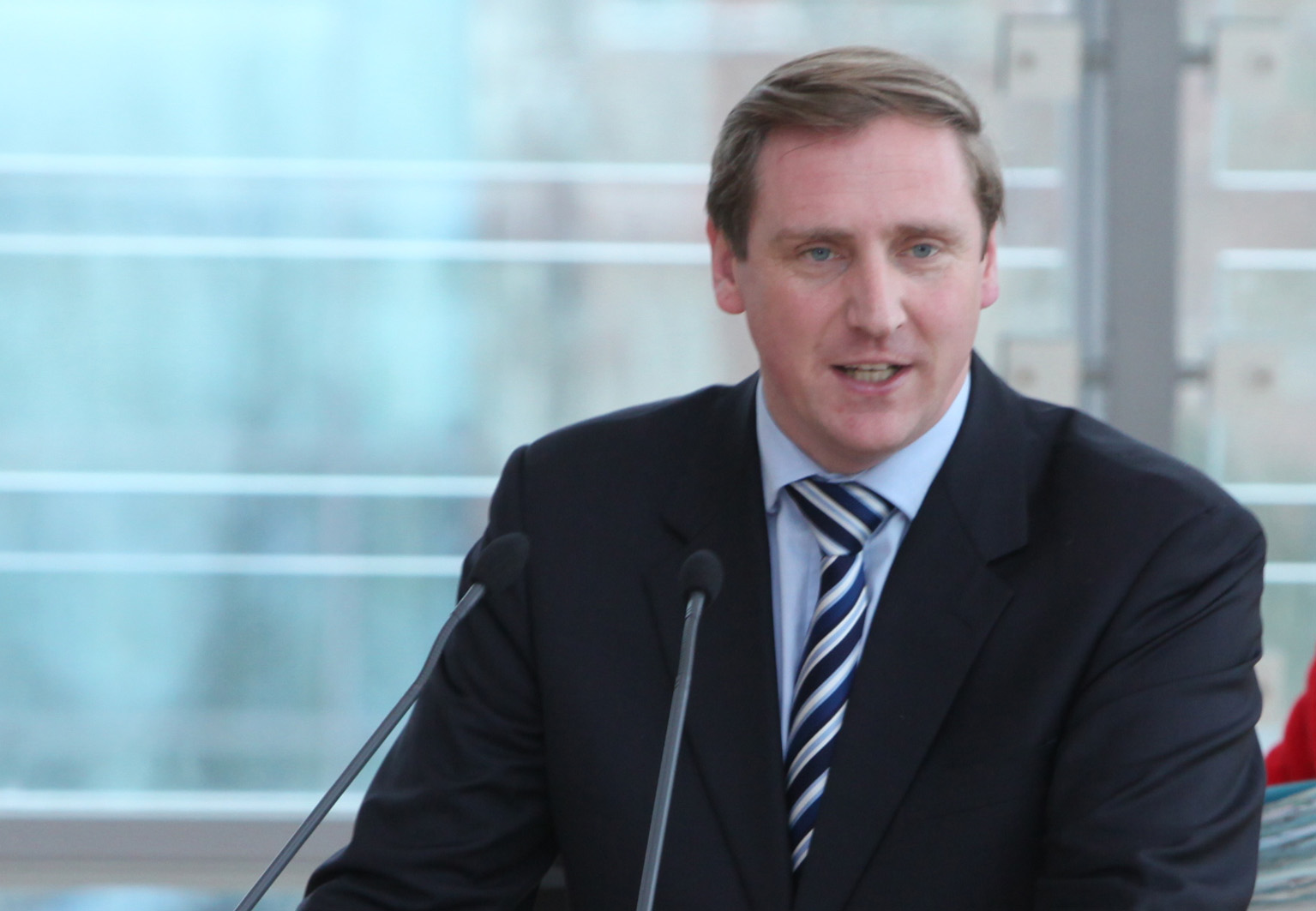
Christian Ulrik von Boetticher (2010)

Christian Ulrik von Boetticher este un om politic german, membru al Parlamentului European în perioada 1999-2004 din partea Germaniei. 
1. ↑  Christian von Boetticher, Munzinger Personen, accesat în 9 octombrie 2017
2. ↑  „Christian Ulrik von Boetticher”, Gemeinsame Normdatei, accesat în 9 aprilie 2014
3. ↑  „Christian Ulrik von Boetticher”, Gemeinsame Normdatei, accesat în 10 decembrie 2014
4. ↑  Deputații în Parlamentul European